# Anthaenantiopsis
Anthaenantiopsis is een geslacht uit de grassenfamilie (Poaceae). De soorten van dit geslacht komen voor in Zuid-Amerika.

## Soorten
De Catalogue of New World Grasses [14 november 2011] erkent de volgende soorten:
- Anthaenantiopsis fiebrigii
- Anthaenantiopsis perforata
- Anthaenantiopsis rojasiana
- Anthaenantiopsis trachystachya